# Sandelia bainsii
Sandelia bainsii är en fiskart som beskrevs av Castelnau, 1861. Sandelia bainsii ingår i släktet Sandelia och familjen Anabantidae. IUCN kategoriserar arten globalt som starkt hotad. Inga underarter finns listade i Catalogue of Life.